# Béchar
Béchar (àrab: بشار, Baxxār; amazic: ⴱⴻⵛⵛⴰⵔ; antiga Colomb-Béchar) és una ciutat d'Algèria, capital de la província de Bechar. La seva població el 1998 era de 134.954 habitants. Disposa d'estació de ferrocarril.

## Història
Abans de 1903 existien diversos poblets a la vora del Uadi Béchar (Wadi Bashshar) que conformaven un palmerar. La regió fou explorada el 1857 pel capità Colomb; el nom d'aquest va servir per designar una nova vila creada pels francesos desprérs d'ocupar la regió el 13 de novembre de 1903, seguint a converses amb els marroquins, per protegir el sud de la regió d'Oran contra les incursions dels amazics de Tafilalt. Inicialment fou una estació militar i el 1905 va esdevenir final de trajecte d'una via fèrria procedent del Tell (serralada) d'Oran i va esdevenir centre de caravanes amb 750 habitants (1906). El nom Bashshar derivaria segons la tradició que un musulmà fou enviat per un sultà turc al segle xv (segurament el XVI) a reconèixer la regió i va trobar aigua fresca; la paraula bashahr deriva de b.sh.r que vol dir "donar una bona notícia".
El 1917 es van descobrir jaciments d'hulla. El 1919 fou erigida en capçalera d'una comuna mixta i el 1930 capçalera del territori d'Ain Sefra (Ayn Safra) o sud algerià. L'hulla es va començar a explotar intensivament després del 1941 i al mateix temps es va decidir la construcció del ferrocarril Mediterrània-Níger que va donar un nou impulsa a la ciutat. Després de la II Guerra Mundial la producció de carbó fou de 300000 tones l'any; el 1954 va arribar a 16.500 habitants dels quals 2.250 eren estrangers; el 1956 es va decidir construir una central tèrmica elèctrica, i també es van descobrir diversos jaciments minerals a la regió.
El 7 d'agost de 1957 fou erigida per decret en capital de la Saoura (Organització Comuna de les Regions Saharianes) coneguda com a departament d'Ain Sefra i fou residència d'un governador militar i centre d'assajos per enginys teledirigits. El 19 de març de 1962 França va acceptar la sobirania algeriana i va transferir la ciutat i regió el 3 de juliol de 1962.